# Cacia grossepunctata
Cacia grossepunctata là một loài bọ cánh cứng trong họ Cerambycidae.